# Mermessus contortus
Mermessus contortus là một loài nhện trong họ Linyphiidae.
Loài này thuộc chi Mermessus. Mermessus contortus được James Henry Emerton miêu tả năm 1882.